# Powiat jaworowski
Powiat jaworowski – powiat w województwie lwowskim, istniejący w okresie II Rzeczypospolitej, z siedzibą w Jaworowie.
1 sierpnia 1934 r. dokonano nowego podziału powiatu na gminy wiejskie (zbiorcze).

## Struktura
Gminy wiejskie w 1934 r.:
- gmina Bruchnal
- gmina Gnojnice
- gmina Nahaczów
- gmina Ożomla Mała
- gmina Szkło
- gmina Wielkie Oczy
- gmina Wierzbiany
- gmina Szutowa

Miasta:
- Jaworów
- Krakowiec

Majątki ziemskie:
- Jaworów (dawny dwór Jana III Sobieskiego), własność Leona i Ewy Dębickich[3]
- Przyłbice i Bruchnal, własność Leona hr. Szeptyckiego (1877–1939), brata metropolity greckokatolickiego Andrzeja (Romana) hr. Szeptyckiego[4]

15 czerwca 1934 roku z powiatu jaworowskiego wyłączono gminy Budomierz i Hruszów i włączono je do powiatu lubaczowskiego. Natomiast z powiatu lubaczowskiego wyłączono gminę Lipowiec (z przysiółkami Lindenau i Majdan) włączono je do powiatu jaworowskiego.
W 1945 roku z dawnego powiatu jaworowskiego w Polsce znalazły się jedynie: główna, zachodnia część gminy Wielkie Oczy (jednostkę utrzymano w powiecie lubaczowskim), główna, zachodnia część gminy Gnojnice bez Gnojnic (jednostkę przekształcono w gminę Młyny w powiecie jarosławskim), północno-zachodnie pasmo gminy Nahaczów z Majdanem Lipowieckim oraz północno-zachodni skrawek miasta Krakowca.

## Starostowie
- Stanisław Zygmunt Michałowski (1919–1925)[6]
- Ludwik Lipiński (1927–)[7]
- Tadeusz Malinowski (–1931)[8][9]
- Józef Białostocki (kierownik, 1931–1934[10]
- Jerzy Łoś (od 1934 jako kierownik, od lipca 1935 rzeczywisty starosta do 1936)[3][11]
- rtm. rez. Stanisław Kossowski (1936–)[12][13]
- Bolesław Gawenda (1938)[14][15]